# Végétaline
Végétaline est une marque commerciale d’une matière grasse de cuisson composée d'huile de coprah totalement hydrogénée. 
En France, il arrive que ce nom soit employé de façon générique pour désigner les graisses végétales pour friture commercialisées par l'industrie agroalimentaire.

## Fabrication
L'hydrogénation permet d'élever la température de fusion de n'importe quelle huile et d'obtenir ainsi un produit plus dur à température ambiante.

## Histoire

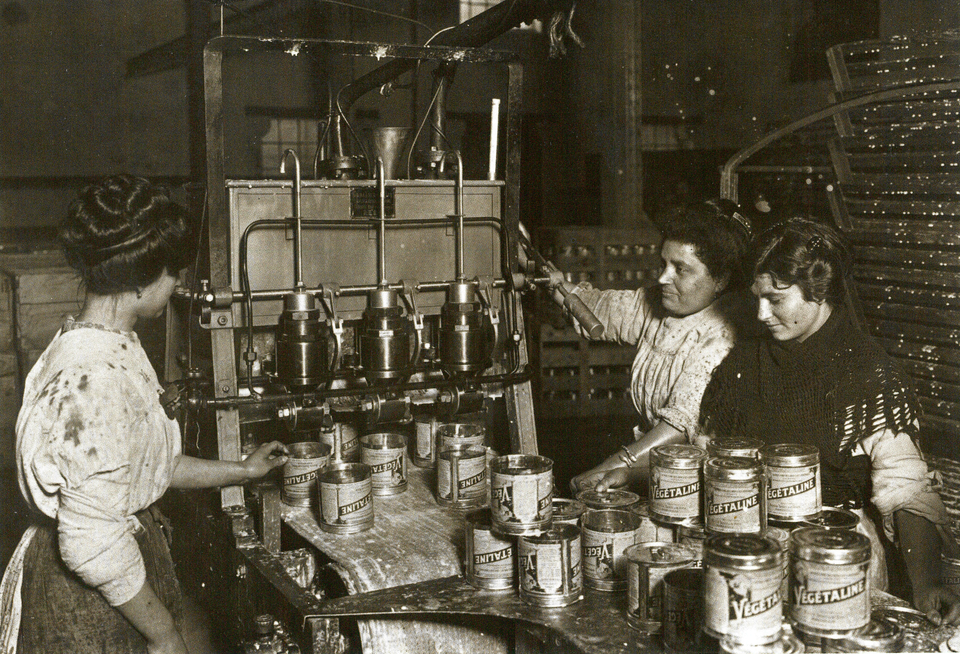
Végétaline, ouvrières employées au conditionnement en France, vers 1901.

Le brevet du produit portant cette marque est déposé le 9 mars 1901 par des inventeurs français, les huileries Rocca, Tassy & de Roux de Marseille. Le magazine La Science et la Vie, dans son numéro 44 de mai 1919, fait état d'une "grande fabrique marseillaise" de Végétaline, et cite Marseille comme "le grand centre de production européen". La marque devient ensuite la propriété de la Grande Huilerie Bordelaise, qui possède également la marque d'huile Huilor. L'entreprise est achetée en 1960 par l'Union des Industries de Produits Oléagineux (Unipol).
En 1981, Unipol cède à Lesieur sa filiale agro-alimentaire, nommée Société Française Alimentaire et dont la marque Végétaline fait partie. La marque est par la suite la propriété de divers groupes agro-alimentaires, au gré des cessions du groupe Lesieur : par Saint-Louis en 1986, par Montedison en 1988[réf. nécessaire]. 
La marque Végétaline quitte Lesieur en 1998, et passe entre les mains d'Astra Calvé, filiale d'Unilever.
En 2018, Unilever se sépare de son secteur margarines et produits assimilés, regroupés sous l'entité Upfield, propriété du fonds d'investissement Kohlberg Kravis Roberts & Co.